# Filip De Wilde
Filip De Wilde (Zele, 5 luglio 1964) è un ex calciatore belga.

## Palmarès
- Coppa del Belgio: 3

Beveren: 1982-83
Anderlecht: 1988-89, 1993-94
- Campionato belga: 7

Beveren: 1983-84
Anderlecht: 1990-91, 1992-93, 1993-94, 1994-95, 1999-00, 2000-01
- Supercoppa del Belgio: 5

Beveren: 1984
Anderlecht: 1993, 1995, 2000, 2001
- Coppa di Lega belga: 1

Anderlecht: 1999-00